# 向山1号墳 (若狭町)
向山1号墳（むかいやまいちごうふん）は、福井県三方上中郡若狭町堤・下吉田にある古墳。形状は前方後円墳。向山古墳群を構成する古墳の1つ。史跡指定はされていない。出土品は福井県指定有形文化財に指定されている。
現在確認されているうちで本州最古級の横穴式石室を有する古墳として知られる。

## 概要
福井県南西部、若狭地方中央部の北川右岸において平野部に突き出す丘陵尾根の先端部に築造された古墳である。一帯では本古墳のほか円墳7基・方墳1基により向山古墳群を構成し、本古墳はその主墳になる。1987-1988年（昭和62-63年）に旧上中町教育委員会により3号墳と合わせて発掘調査が実施されている。
墳形は前方後円形で、前方部を北東方向に向ける。墳丘は2段築成。墳丘外表では、上下段斜面に葺石が、段間平坦面・墳頂に円筒埴輪列が認められる。埴輪には円筒埴輪・朝顔形埴輪のほか形象埴輪（蓋形・家形埴輪）が認められている。また、墳丘のくびれ部裾には方形台状施設を有する（祭祀場か）。埋葬施設は後円部における横穴式石室で、前方部方向に開口する。加えて前方部では武器の埋納坑も認められており、これら後円部石室・前方部坑からは多数の副葬品が出土している。副葬品のうち特に金製垂飾付耳飾は極めて精巧な作りであり、朝鮮半島からの渡来品と推測される。
築造時期は、古墳時代中期の5世紀中葉頃と推定され、横穴式石室を採用する古墳としては本州で最古級に位置づけられる。若狭湾沿岸は有明海沿岸と並び加耶産・百済産の装身具・金銅製品が集中する地域として知られ、本古墳の出土品も当時の朝鮮半島との交流を示す例として注目される。被葬者は明らかでないが、副葬品の様相からは武人の性格が認められ、中規模古墳ながら畿外では珍しい武器埋納施設を有する点でも特筆される古墳になる。
出土遺物は2016年（平成28年）に福井県指定有形文化財に指定され、現在は若狭町歴史文化館に保管されている。なお、付近には弥生時代の銅鐸の出土や土壙墓群が確認された向山A遺跡・向山B遺跡がある。

## 墳丘
墳丘の規模は次の通り。
- 墳丘長：48.6メートル
- 後円部 直径：30.6メートル
- くびれ部 幅：19.4メートル
- 前方部 幅：27.4メートル

墳丘は主に地山の削り出しによって構築される。

## 埋葬施設
埋葬施設としては、後円部において横穴式石室が構築されている。石室の規模は次の通り。
- 玄室：長さ3.6メートル、幅2.3メートル（奥壁）・1.8メートル（前壁）、高さ復元1.7メートル
- 墓道（素掘り）：長さ3.3メートル、幅1.2メートル

玄室の壁は下半を削出後の地山岩盤、上半を割石積みとする。石室内では多くの副葬品が出土しているが、特に奥壁沿いに副葬品が密集する様相から、追葬の可能性が指摘される。
前方部の武器副葬坑は、長さ3.9メートル・幅1.1メートル・深さ0.35メートルを測る。坑内からは短甲・刀剣類・鉄鏃が出土している。

## 出土品
発掘調査で出土した遺物は次の通り。
後円部横穴式石室出土
- 金製垂飾付耳飾 1
- 銅鏡
  - 内行花文鏡 1
  - 鋸歯文鏡 1
- 玉類
  - 勾玉 4
  - 管玉 24
  - 棗玉 3
  - 丸玉 37
  - 三輪玉 2
  - 小玉 98
  - 粟玉 250
- 武器・武具
  - 鉄刀 8
  - 鉄剣 4
  - 槍 2
  - 鉄鉾 2
  - 石突 2
  - 鎌状鉄器 1
  - 長頸鏃・柳葉鏃 82
  - 金銅製三輪玉 1
  - 三角板革綴短甲 2
  - 盾隅金具 4
- 刀子 5
- 掛金具 4
- 棒状鉄製品 18
- 鉸具 1
- 環 1
- 鑷子 2
- 櫛（残欠）

前方部武器武具埋納施設出土
- 長方板革綴短甲 1
- 鉄刀 9
- 槍 1
- 鉄鉾 2
- 長頸鏃 58

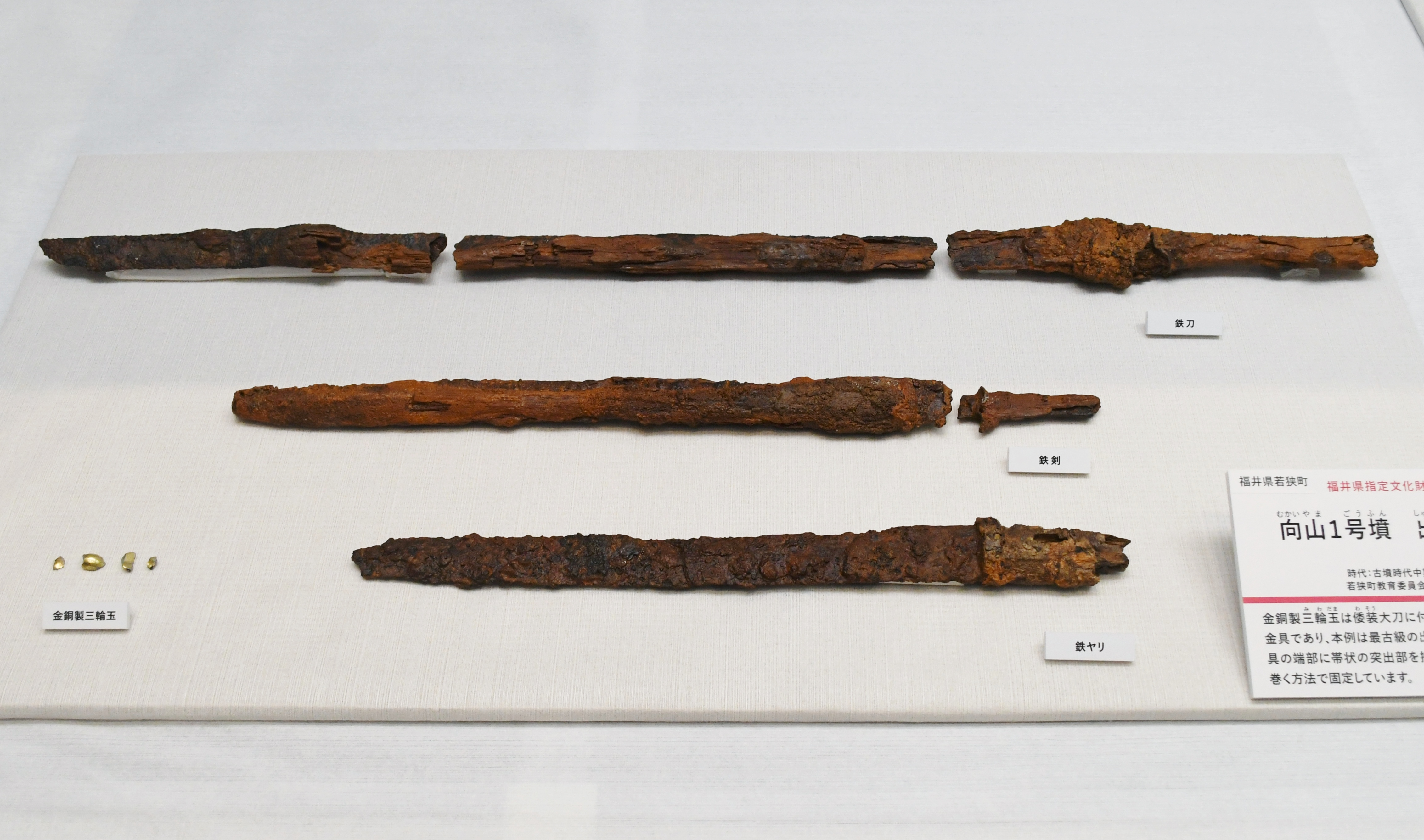
鉄槍・鉄剣・鉄刀・金銅製三輪玉若狭町歴史文化館蔵、大阪歴史博物館企画展示時に撮影。

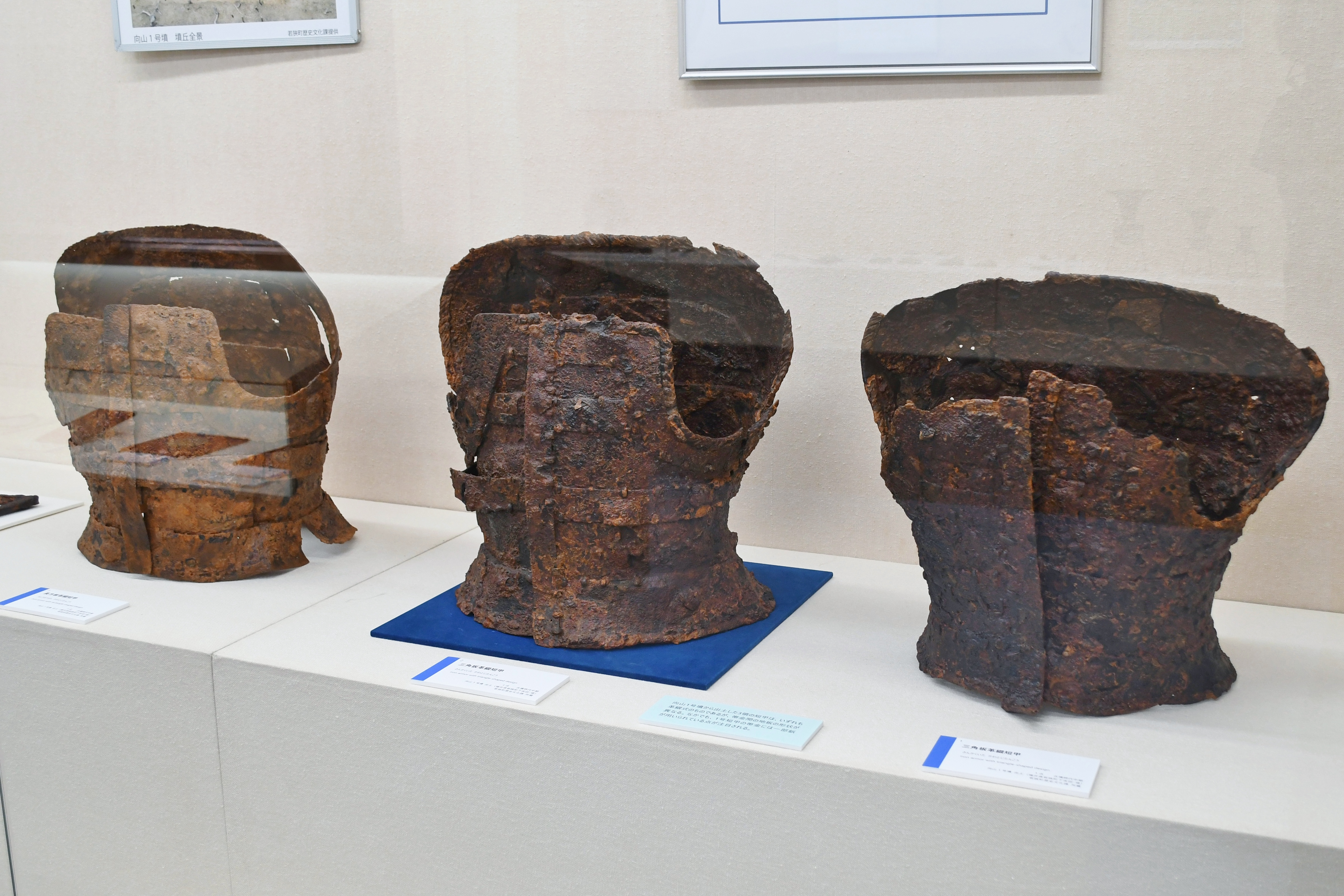
短甲若狭町歴史文化館蔵、花園大学歴史博物館企画展示時に撮影。

以上のほか、埴輪として円筒埴輪・朝顔形埴輪・形象埴輪（蓋形・家形埴輪） があり、土器として土師器（高坏）・須恵器（坏蓋・𤭯・壺・器台）がある。

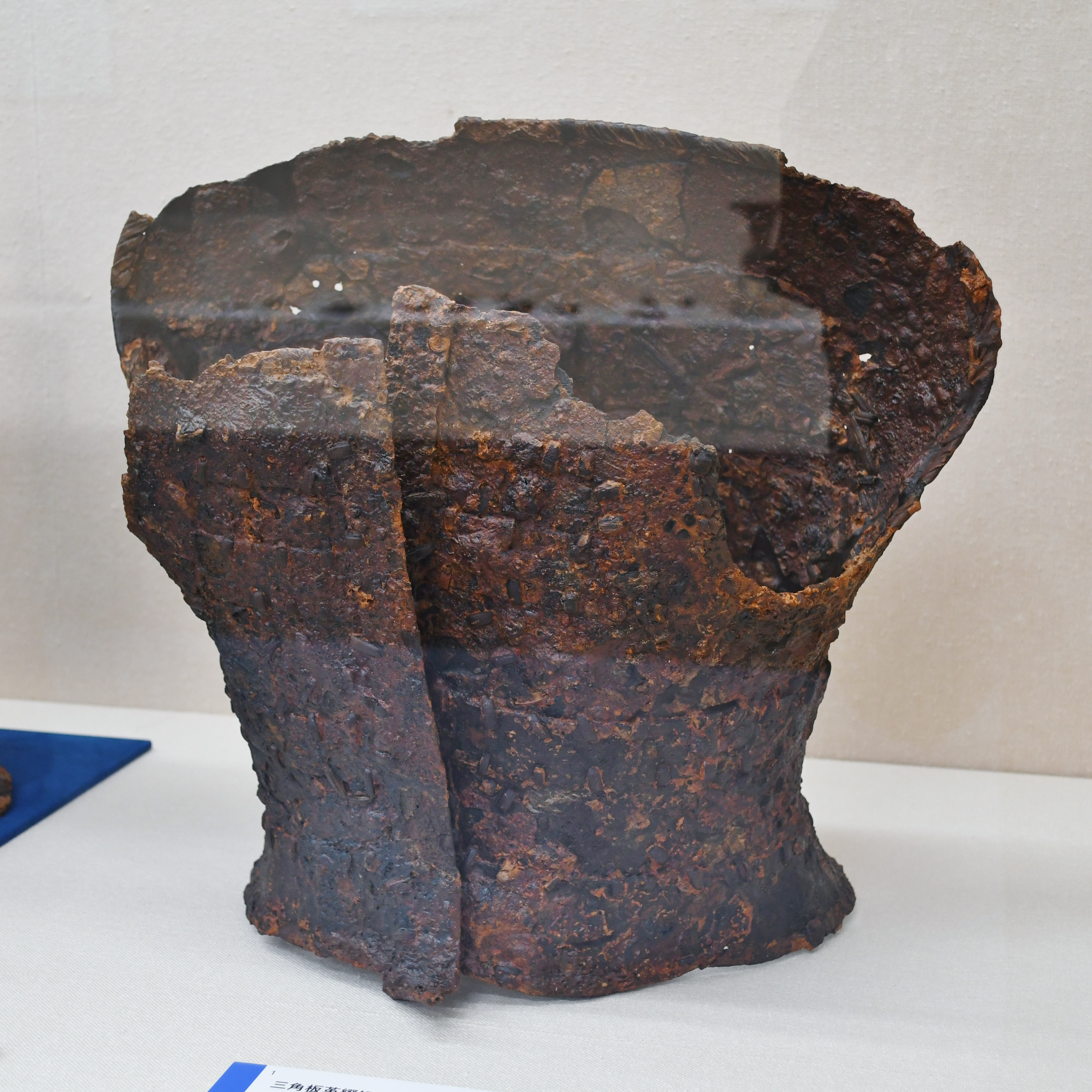
三角板革綴短甲
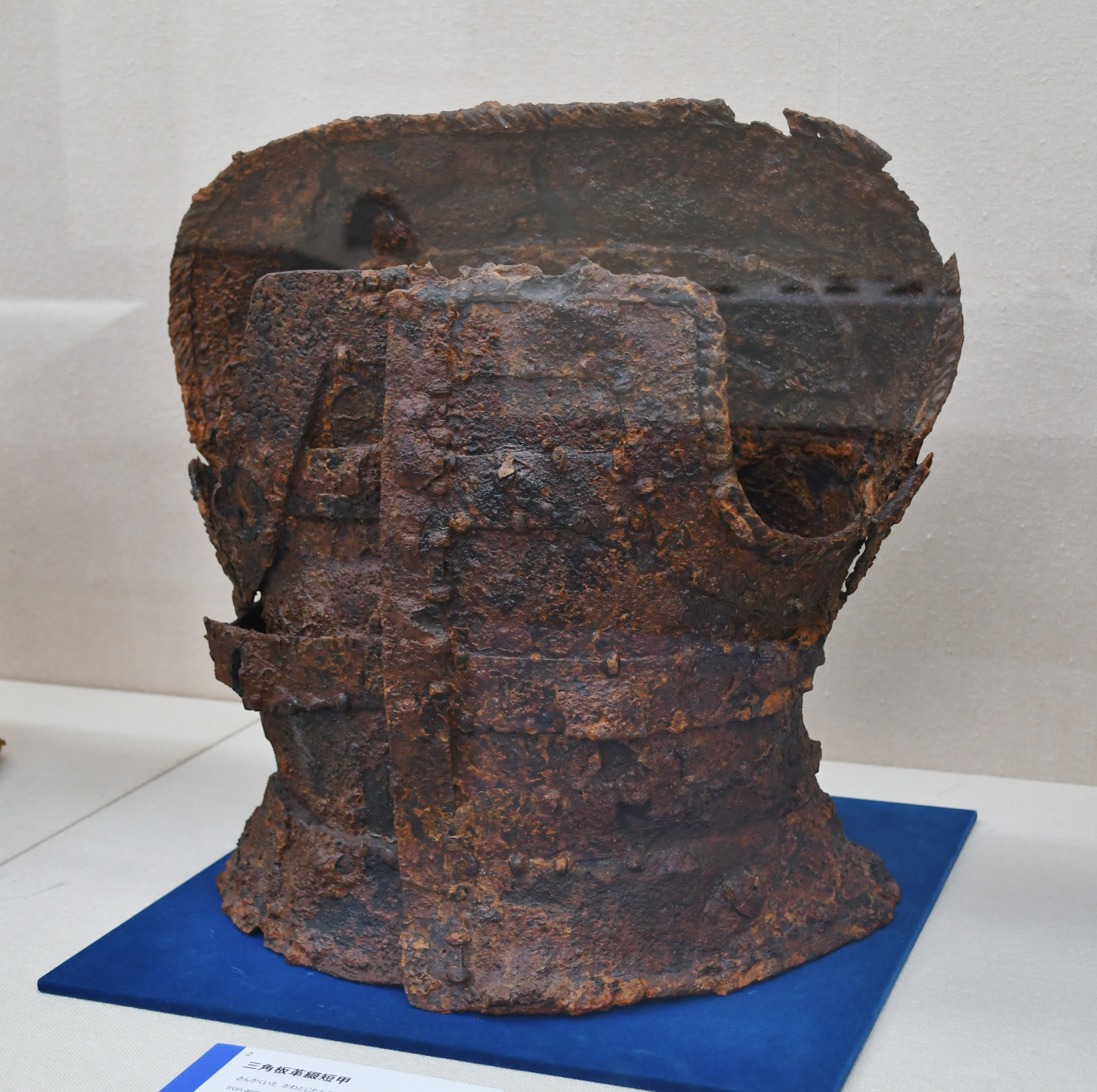
三角板革綴短甲
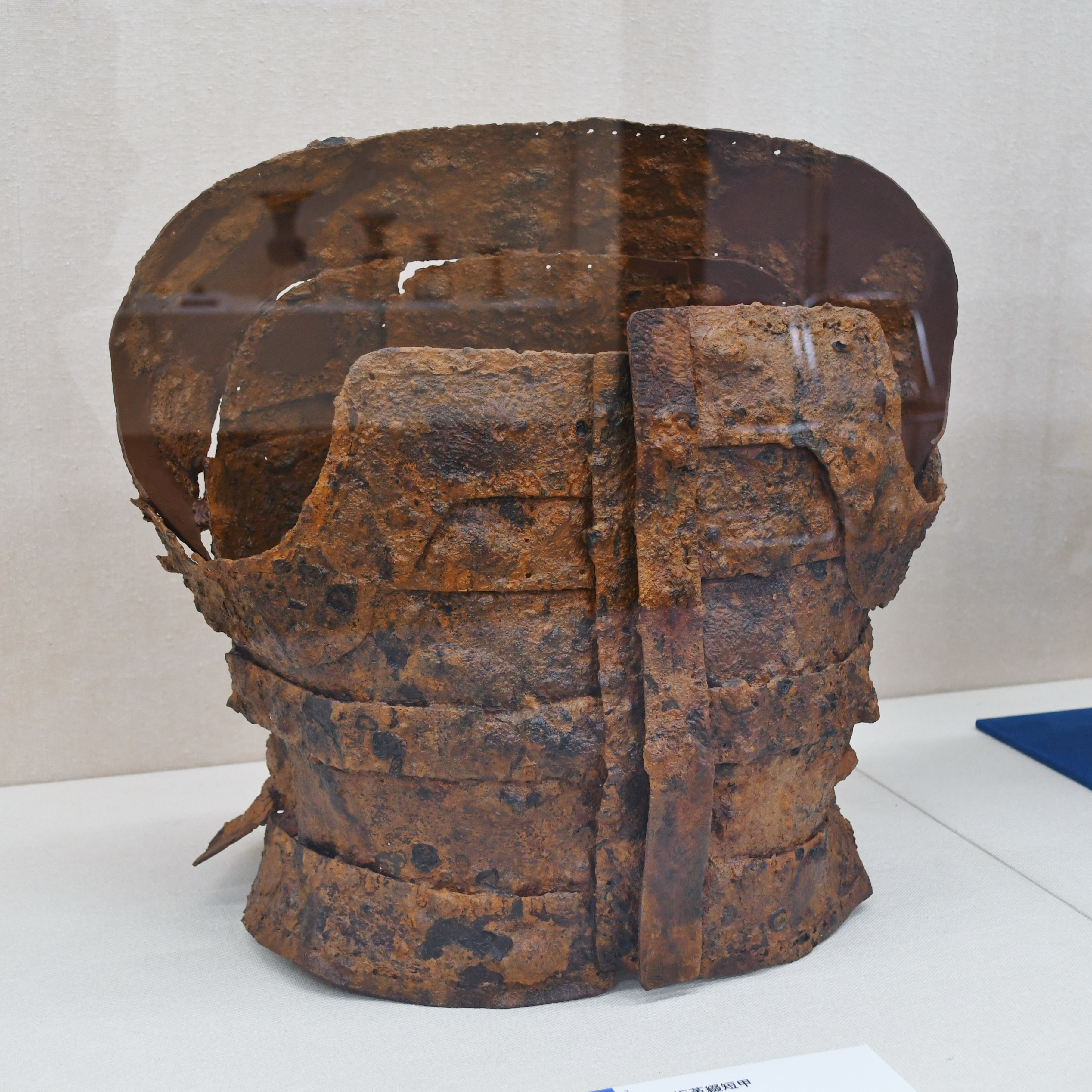
長方板革綴短甲

## 文化財

### 福井県指定文化財
- 有形文化財
  - 向山1号墳出土品（考古資料） - 内訳は後出[3]。2016年（平成28年）3月25日指定[4]。

後円部横穴式石室
- 金製垂飾付耳飾 1点
- 玉類 418点
  - 勾玉 4点
  - 管玉 24点
  - 棗玉 3点
  - 丸玉 37点
  - 三輪玉 2点
  - 小玉 98点
  - 粟玉 250点
- 内行花文鏡 1面
- 鋸歯文鏡 1面
- 三角板革綴短甲 2領
- 盾隅金具 4点
- 鉄刀 8口
- 鉄剣 4口
- 槍 2口
- 鉄鉾 2口
- 石突 2点
- 鎌状鉄器 1点
- 長頸鏃・柳葉鏃 82点
- 金銅製三輪玉 1点
- 刀子 5口
- 掛金具 4点
- 棒状鉄製品 18点
- 鉸具 1点
- 環 1点
- 鑷子 2点
- 櫛（残欠） 一括

前方部武器武具埋納施設
- 長方板革綴短甲 1領
- 鉄刀 9口
- 槍 1口
- 鉄鉾 2口
- 長頸鏃 58点

出土埴輪
- 円筒埴輪 69点
- 朝顔埴輪 4点
- 形象埴輪片（蓋形埴輪・家形埴輪他） 18点

出土土器
- 土師質高杯 2点
- 須恵質杯蓋 1点
- 須恵質𤭯 1点
- 須恵質壺 2点
- 須恵質器台 8点

## 関連施設
- 若狭町歴史文化館（若狭町市場） - 向山1号墳の出土品を保管・展示。

## 関連文献
（記事執筆に使用していない関連文献）
- 『向山1号墳 -福井県遠敷郡上中町堤・下吉田-』上中町教育委員会、1992年。
- 花園大学考古学研究室 編『若狭向山1号墳』福井県若狭町（歴史文化課）、2015年。